# City Slang
City Slang es una compañía discográfica independiente alemana fundada en 1990 por Christof Ellinghaus. Es una de las pocas discográficas independientes que radican en Alemania enfocandose en el indie rock.
El nombre de la discográfica esta originada por el sencillo "City Slang" del supergrupo de rock estadounidense: Sonic's Rendezvous Band.

## Algunos artistas de la discográfica
- Arcade Fire
- Broken Social Scene
- Built to Spill
- Calexico
- Health
- Imarhan (Argelia)
- Lambchop
- Radio 4
- Sebadoh
- Tortoise
- Yo La Tengo